# Orso Partecipazio (vescovo)
Orso Partecipazio (Venezia, ... – Venezia, 853) è stato un vescovo italiano della Repubblica di Venezia.
Appartenente alla famiglia patrizia dei Parteciaci, nipote e figlio di dogi, fu vescovo di Olivolo.

## Vita
Orso era figlio del doge Giovanni e nipote di Angelo. Venne nominato vescovo della diocesi di Olivolo, avente giurisdizione sulla nascente città di Venezia.
Seguendo il fervore edilizio proprio della dinastia Parteciaca (in quell'epoca nascevano infatti la chiesa e il monastero di San Zaccaria, l'abbazia di Sant'Ilario e la stessa basilica di San Marco), provvide a ricostruire la chiesa cattedrale, precedentemente dedicata ai santi Sergio e Bacco, trasformandola nella basilica di San Pietro di Castello. Muore probabilmente nell'853 quando viene redatto il suo testamento.